# Etničke grupe Surinama
Etničke grupe Surinama, 461,000	stanovnika (UN Country Population; 2008)
- Afrogvajanci, 59,000
- Akuriyó, 50
- Aluku Maruni
- Apalai, 400
- Arawak, Lokono, 2.700
- Britanci, 50
- Galibi, 3,200
- Hakka, 7,300
- Hmong, 1,700
- Indonezijci 13,000
- Javanci, karipski 71,000
- Kantonski Kinezi, 5,300
- Kwinti, ogranak Maruna, 200
- Ndjuka Maruni, Aukaner 18,000
- Oyana, 500
- Portugalci, 300
- Saramaka Maruni, 24,000
- Sirijski Arapi 2,200
- Surinamski Hindusi
- Surinamski kreoli
- Tiriyo, 1.100
- Warrau 400
- Židovi, nizozemski, 200